# Clitenella
Clitenella là một chi bọ cánh cứng trong họ Chrysomelidae.
Chi này được Laboissiere miêu tả khoa học năm 1927.

## Các loài
Các loài trong chi này gồm:
- Clitenella fulminans (Faldermann, 1835)
- Clitenella ignitincta (Fairmaire, 1878)
- Clitenella punctata Laboissiere, 1927
- Clitenella purpureovittata (Chen, 1942)